# Idioma tregami
Tregami (Trigami), o Katar Gambiri, es un idioma que se habla en las aldeas de  Gambir,  Kaṭâr y Devoz en el valle de Tregâm en la parte baja del río Pech en el Distrito de Watapur de la provincia de Kunar en Afganistán. El área está en el Hindu Kush a lo largo de la frontera con Pakistán. Tregami pertenece al grupo  Nuristani de la familia de lenguas  Indo-iraní. Lo hablan aproximadamente 3500 personas (2011). La mayoría de las personas hablan Pashto además de Tregami.
Tregami es un pariente cercano del waigali, hablado en el  Distrito de Ghaziabad al este, con el que tiene una similitud léxica del 75% al 80%. Aunque las aldeas de Tregami están muy próximas, hay una ligera diferencia entre los dialectos de Katar y Gambir. El idioma ha sido influenciado por los idiomas indo-arios vecinos.[¿cuál?] y por el Nuristani dialecto Kata-vari.

## Situación sociolingüística
Tregami es un no escrito moribundo lenguaje en proceso de ser reemplazado por el Pashto, el idioma predominante de la región. La mayoría de los tregami son bilingües en pashto y la gente tregami no tiene los recursos para revivir su idioma.

## Lecturas externas
- Strand, Richard. «The Trêgami». Consultado el 8 de mayo de 2015.

- Datos: Q34081